# Podolestes atomarius
Podolestes atomarius – gatunek ważki z rodziny Argiolestidae.
Owad ten jest endemitem Kalimantanu, tj. indonezyjskiej części Borneo.